# Strategy First
Strategy First là một công ty phần mềm có trụ sở tại Montréal, Canada. Được thành lập vào năm 1988, công ty đã cho phát hành nhiều tựa game nổi tiếng như loạt game Disciples, Jagged Alliance, Space Empires và Galactic Civilizations.  Vào tháng 12 năm 2005, Strategy First đã hợp tác với mạng lưới phân phối Steam của Valve Corporation, trở thành nhà xuất bản phần mềm giải trí đầu tiên làm như vậy. Hầu hết các tựa game của Strategy First đều có sẵn trên Steam, bao gồm các thương hiệu như Disciples, Jagged Alliance và Space Empires.

## Xung đột
Strategy First đã từng có xung đột với Introversion Software. Công ty cho phân phối các bản sao của trò Uplink của Introversion dưới tên gọi Uplink: Hacker Elite. Tuy nhiên, sau khi nộp đơn xin phá sản, Strategy First đã hoãn việc chi trả tiền bản quyền cho Introversion, đang còn nợ họ hàng chục ngàn đô la. Introversion bèn cắt đứt quan hệ với công ty.
Nhà phát triển cũ Legend Studios của Strategy First còn đưa tin về một cuộc xung đột lên tới đỉnh điểm trong một thông cáo báo chí ban hành ngày 11 tháng 2 năm 2005, mà họ tuyên bố với nhà phát hành "đã vi phạm Hiệp định Xuất bản và Phân phối phần mềm" và rằng "chúng tôi đã không nhận được một báo cáo bán hàng chân thật, các khoản thanh toán bản quyền và họ thực sự đã không hoàn thành một điểm duy nhất trong thỏa thuận của chúng tôi."
Trong một bài báo sau khi chết về sự phát triển của Galactic Civilizations II, nhà sáng lập Stardock là Brad Wardell nói về sự liên quan đến tên gọi ban đầu rằng "Nhà phát hành Strategy First đã đưa đơn phá sản mà không phải trả một phần đáng kể tiền bản quyền mà chúng tôi đang nợ." Các trang tin game còn tường thuật các cuộc xung đột liên quan đến Strategy First, chẳng hạn như một mẩu tin từ trang web ngành công nghiệp game Gamasutra thuật lại lời nhà phát triển BattleGoat Studios đồng sáng lập George Geczy rằng "Chúng tôi phải đưa cho họ 50 xu một đô chỉ để lấy được số tiền của chúng tôi ra khỏi họ."
Nhà phát triển chiến lược Pollux Gamelabs cũng đưa tin về cuộc xung đột với Strategy First và việc phát hành tựa game chiến lược dạng 4X Lost Empire. Theo diễn đàn Lost Empire, Pollux Gamelabs đã hủy bỏ mọi sự hợp tác với Strategy First do một số bất đồng giữa hai công ty, chi tiết trong đó không được nêu rõ. Một lời buộc tội được công bố công khai từ i-Deal Games Studio, người chịu trách nhiệm về xử phạt vi phạm bản mod Jagged Alliance 2: Wildfire, nói:  "Do vi phạm có phương pháp của thỏa thuận phân phối phần mềm của Strategy First nên phía i-Deal Games đã chấm dứt thỏa thuận với Startegy First inc."
Trong một bài viết trên diễn đàn cộng đồng Steam vào ngày 14 tháng 6 năm 2009, Technetium Games, nhà phát hành trò "SlamIt Pinball" cũng đăng tuyên bố rằng Strategy First đã không được trả tiền bản quyền hoặc lập báo cáo doanh số bán hàng. "Strategy First vẫn không trả tiền cho chúng tôi bất kỳ đồng xu cắc bạc nào. Họ còn không gửi cho chúng tôi bất kỳ báo cáo về doanh số bán hàng nào. Họ kể cho chúng tôi những câu chuyện và đưa ra lời giải thích."

## Quyền sở hữu mới
Năm 2004, Strategy First Inc đã đệ đơn xin bảo hộ phá sản. Ngày 21 tháng 4 năm 2005, hãng Silverstar Holdings đã mua lại Strategy First. Điều khoản về việc mua lại bao gồm "số tiền bồi thường cho các chủ nợ của Strategy First là $609,000; chúng tôi đã phát hành 377.000 cổ phiếu phổ thông của mình; cho phép mua 200.000 cổ phiếu phổ thông của mình và được nhận khoảng $400,000 trong nợ ngân hàng hiện có, cũng như tùy thuộc vào sự cân nhắc dựa trên khả năng sinh lời trong tương lai của Strategy First." Silverstar Holdings Ltd. là một công ty thương mại đăng ký tại Bermuda (giao dịch trên NASDAQ dưới biểu tượng SSTR), trên trang chủ của mình nói rằng họ đang "tập trung vào việc mua các vị trí kiểm soát trong các doanh nghiệp trò chơi điện tử thu phí và bán lẻ định hướng tăng trưởng cao mà được hưởng lợi từ quy mô của nền kinh tế được tạo ra bởi Internet và các nền tảng có liên quan đến công nghệ khác." Silverstar đã hoàn tất việc mua lại nhà phát triển game Empire Interactive vào ngày 4 tháng 12 năm 2006, và tuyên bố trong một thông cáo báo chí ngày 14 tháng 12 năm 2006 rằng với việc bổ sung các tựa game của Empire Interactive vào dịch vụ 'Steam' của Valve, "chúng tôi rất vui mừng rằng trong thời gian ngắn nỗ lực hợp tác đầu tiên giữa Empire và Strategy First đã đâm hoa kết trái."
Việc Silverstar nộp cho SEC một phần tư đã chấm dứt ngày 30 tháng 9 năm 2006, cho thấy Strategy First đã không cung cấp đủ một lượng doanh thu đáng kể: "Chúng tôi đã nhận một khoản thua lỗ ròng $ 941,000 trong quý đầu tiên của năm tài chính 2007 so với khoản thua lỗ ròng $ 48.000 trong cùng thời kỳ trong năm tài chính trước. Mặt hàng quan trọng đóng góp vào sự gia tăng khoản thua lỗ bao gồm sự gia tăng trong hoạt động thua lỗ đến $ 583,000 trong quý đầu tiên của năm tài chính 2007 so với $ 421,000 trong quý đầu tiên của năm tài chính 2006. Sự gia tăng này chủ yếu do sự giảm doanh số bán hàng đã được công nhận bởi Strategy First."

## Khó khăn tài chính
Vào ngày 12 tháng 3 năm 2009, công ty mẹ của Strategy First là Silverstar Holdings Ltd đã được chính thức niêm yết tại thị trường NASDAQ sau khi không đáp ứng được một phần mở rộng thời gian để tuân thủ Quy định Thị trường NASDAQ, đặc biệt là họ "đã không chịu bằng lòng với yêu cầu vốn chủ sở hữu của các cổ đông". Bản tuyên bố công khai cuối cùng do Silverstar ban hành là trong giai đoạn kết thúc ngày 31 tháng 12 năm 2008, nộp vào ngày 20 tháng 2 năm 2009.
Sau khi nộp đơn tiếp cho SEC 10-Q, Silverstar báo cáo rằng vào ngày 1 tháng 5 năm 2009, bộ phận Empire Interactive của họ đã đệ đơn xin "chính quyền" (phá sản) ở Anh và cho rằng "Empire đã bán số tài sản sở hữu trí tuệ của mình cho New World IP, LLC ", rồi tất cả 49 nhân viên đều bị sa thải. New World IP sau đó cho thuê quyền phát hành toàn bộ danh mục của Empire cho hãng Zoo Games. Ngoài ra, Silverstar còn tường thuật rằng hãng đã không trả nợ được cho khoản nợ cả hai năm 2008 và 2006.

## Tựa game nổi tiếng
- 1914 Shells of Fury
- Brigade E5: New Jagged Union
- Clusterball
- Culpa Innata
- Dangerous Waters
- Darkstar: The Interactive Movie
- Disciples: Sacred Lands
- Disciples II: Dark Prophecy
- Enemy Engaged 2
- Europa Universalis
- Galactic Civilizations
- Hearts of Iron
- Jagged Alliance
- Jagged Alliance 2
- Legion Arena
- Making History: The Calm & The Storm
- O.R.B: Off-World Resource Base
- Perimeter 2: New Earth
- Robin Hood: The Legend of Sherwood
- Space Empires IV
- Space Empires V
- Supreme Ruler 2010
- Timelines: Assault On America
- World Basketball Manager
- World War II Online